# Circuito delle Ardenne
Il Circuito delle Ardenne fu una corsa automobilistica, che si tenne dal 1902 al 1907 sul circuito di Bastogne, nelle Ardenne in Belgio. Viene ricordata come la prima gara in circuito della storia.

## Storia
La prima corsa competitiva si era disputata solo sette anni prima, ma nel 1902, sul circuito di Bastogne venne disputata quella che, ancora oggi, è ricordata come la prima in circuito della storia.

## Albo d'oro
| Anno | Stagione    | Vincitore           | Auto              | Sede     |
| ---- | ----------- | ------------------- | ----------------- | -------- |
| 1902 | Grand Prix  | Charles Jarrott     | Panhard 70        | Bastogne |
| 1903 | Grand Prix  | Pierre de Crawhez   | Panhard 70        | Bastogne |
| 1904 | Grand Prix  | George Heath        | Panhard 70        | Bastogne |
| 1905 | Grand Prix  | Victor Hémery       | Darracq           | Bastogne |
| 1906 | Grand Prix  | Arthur Duray        | Lorraine-Dietrich | Bastogne |
| 1907 | Grand Prix  | Pierre de Caters    | Mercedes-Benz     | Bastogne |
| 1907 | Kaiserpreis | John Moore-Brabazon | Minerva           | Bastogne |